# Black Mountain College
Black Mountain College byla umělecká experimentální instituce, kterou založil v roce 1933 John Andrew Rice spolu s Theodorem Dreierem, Frederickem Georgiou, Ralphem Lounsburym a dalšími v Asheville v Severní Karolíně. Škola byla ideologicky organizovaná kolem Johna Deweye na principech, které zdůrazňují holistické učení a studium svobodného umění jako základ pro umělecké vzdělávání.

## Historie
Školu absolvovalo celkem kolem 1200 umělců, kteří se stali součástí americké avantgardy 60. let 20. století, v období let 1933 až 1956. Mezi její učitele patřili Josef Albers a Anni Albers, Eric Bentley, Ilya Bolotowsky, Willem de Kooning a Elaine de Kooning, Buckminster Fuller, Lyonel Feininger, Franz Kline, Walter Gropius a Robert Motherwell. Jejími studenty byly osobnosti jako John Chamberlain, Kenneth Noland, Robert Rauschenberg, Dorothea Rockburne, Ruth Asawa, Stan Vanderbeek, Kenneth Snelson a Cy Twombly. Performance Art vyučovali John Cage, Merce Cunningham, Lou Harrison, Roger Sessions, David Tudor a Stefan Wolpe. Mezi další osobnosti spojené se školou patřili Robert Creeley, Fielding Dawson, Ed Dorn, Robert Duncan McNeill, Paul Goodman, Francine du Plessix Gray, Hilda Morley, Charles Olson, MC Richards, Arthur Penn a John Wieners, Ray Johnson, Allen Ginsberg. Hostujícími učiteli byli Albert Einstein, Clement Greenberg a William Carlos Williams. Na škole se díky atmosféře svobody slova, kterou podpořila kvalita pedagogů a silné osobnosti, vytvořilo společenství tvůrců, kteří předznamenali svou tvorbou i svým životním stylem budoucí vývoj moderní americké poezie od beatníků až po hnutí hippies.

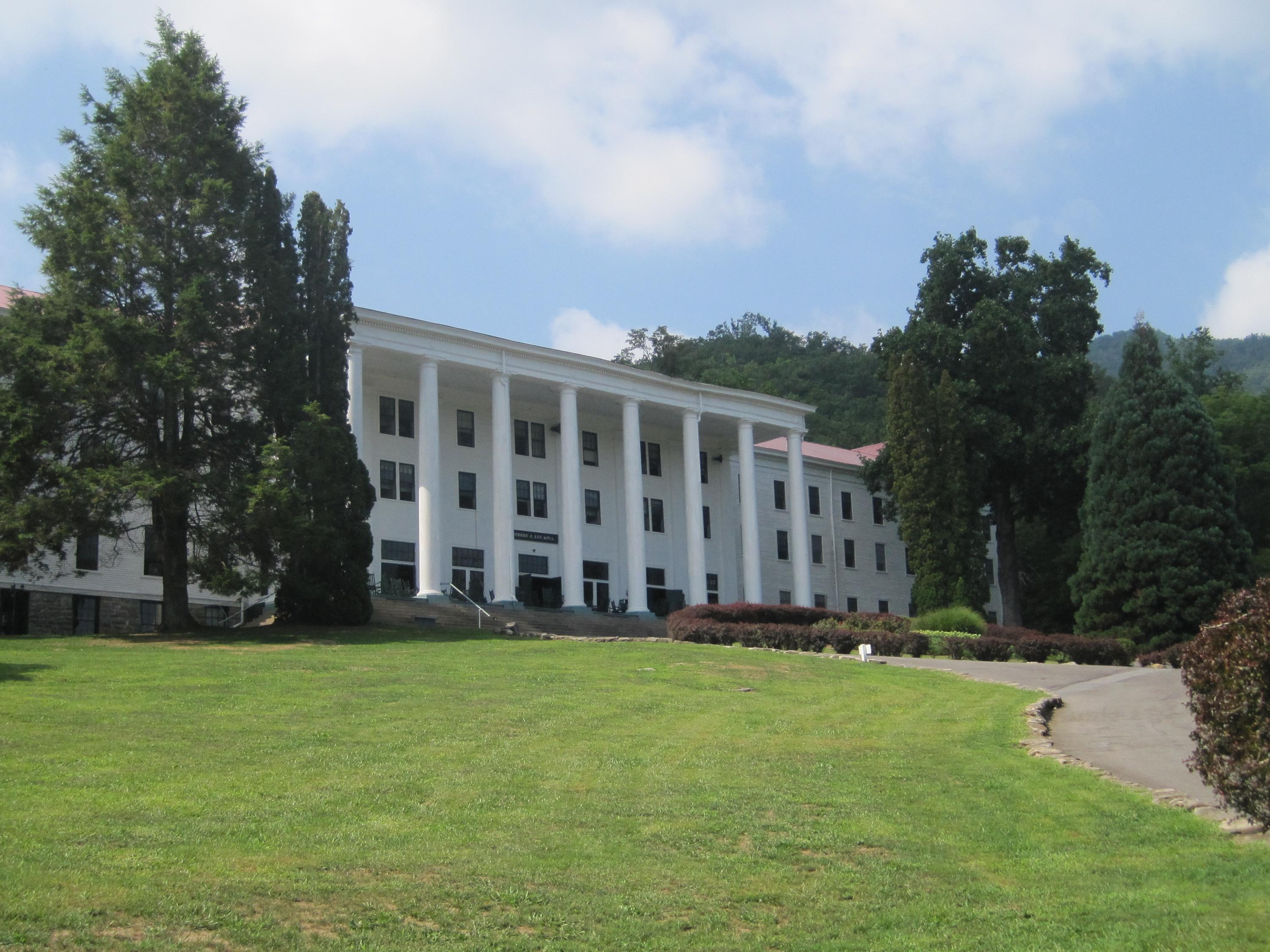
Hlavní budova YMCA Blue Ridge Assembly v Black Mountain v Severní Karolíně. Zde sídlila vysoká škola Black Mountain College prvních osm roků, 1933–1941.

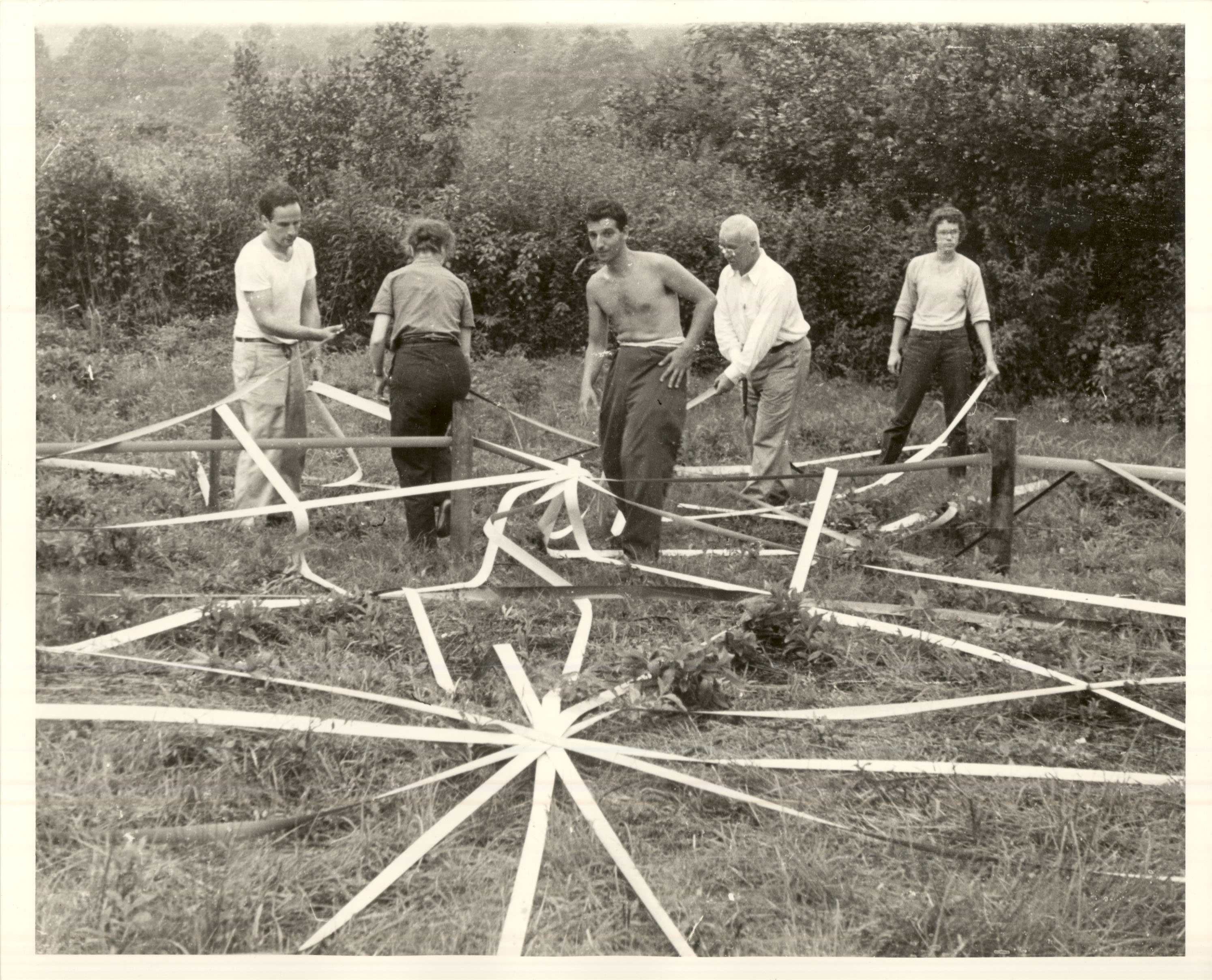
Buckminster Fuller a studenti sestavují geodetickou kopuli, 1948

## Význam školy pro americkou kulturu
Škola byla založena v roce 1933 jako experimentální instituce a zavázala se k interdisciplinárnímu přístupu; jejím záměrem bylo prosazovat uměleckou tvorbu jako nezbytnou součást vzdělávání. Přednášela zde řada předních amerických výtvarných umělců, skladatelů, básníků a návrhářů. Během třicátých a čtyřicátých let 20. století škola vzkvétala a stala se známou jako inkubátor uměleckých talentů a americké avantgardy. Významné události byly ve škole běžné; byla zde vytvořena první velkágeodetická kopule (geodesic dome), kterou se svými studenty postavil učitel Buckminster Fuller, Merce Cunningham tu založil svou taneční skupinu a John Cage provedl svůj první hudební happening. Škola se stala důležitým předchůdcem a prototypem pro mnoho současných alternativních vysokých škol, např. College of the Atlantic, Naropa University, University of California v Santa Cruz, Marlboro College ve Vermontu, Evergreen State College, Hampshire College v Amherstu (Massachusetts), Shimer College (dnes v Chicagu), Prescott College v Arizoně, Goddard College sídlící na třech místech (Plainfield, Vermont; Port Townsend, Washington; Seattle, Washington), World College West v Kalifornii (1973–1992) a New College of Florida v Sarasotě na Floridě; patří k nim také Warren Wilson College jen několik minut cesty od kampusu Black Mountain College. Bennington College, založená na stejné filozofii, byla založena ve Vermontu rok před vznikem Black Mountain College.

## Struktura

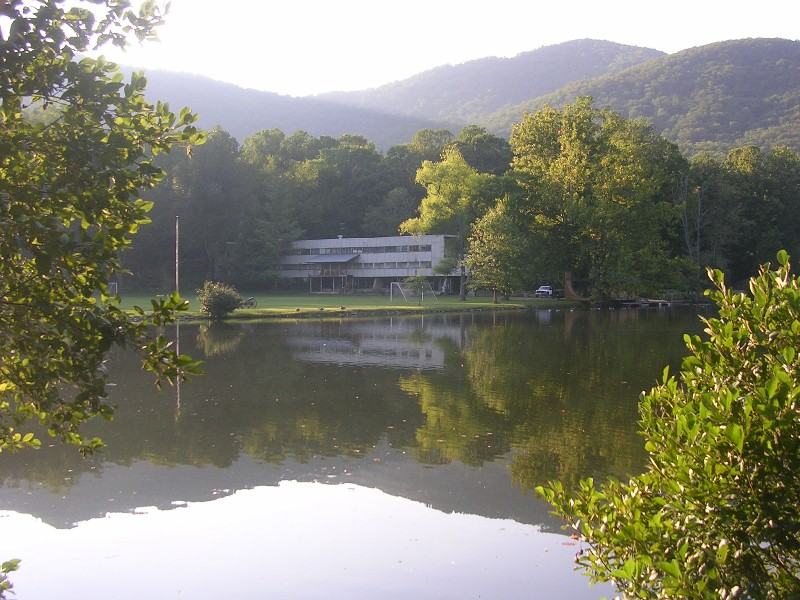
Hlavní budova bývalé Black Mountain College, v současnosti areál Camp Rockmont, letní chlapecký tábor

Škola fungovala na základě nehierarchické metodiky, která stavěla studenty a pedagogy na stejnou úroveň. Kladla důraz na ideály 20. století o hodnotě a významu vyváženého vzdělání, umění a společné, kooperativní práce; studenti měli povinnost účastnit se zemědělských prací, stavebních projektů a služeb v kuchyni jako součásti svého holistického vzdělávání. Studenti byli zapojeni do všech úrovní rozhodování. Na jejich rozhodnutí bylo ponecháno, kdy budou připraveni k promoci. Nebyly tam žádné požadavky na účast ve výuce, oficiální stupně vzdělání ani akreditovaná osvědčení. Absolventi dostávali ručně psané diplomy jako čistě obřadný symbol vykonané práce. Program svobodných umění nabízený na Black Mountains byl široký a doplněný uměleckou tvorbou jako prostředek kultivace tvůrčího myšlení ve všech oblastech. V době, kdy školu vedl Josef Albers, byly jedinými dvěma požadavky kurz o materiálech a formě, který vedl Albers, a kurz o Platónovi.

## Sociopolitický kontext
V roce 1933 nacisté zavřeli německou uměleckou vzdělávací instituci Staatliches Bauhaus, existující od roku 1919 do 1933, která kombinovala řemesla a umění a byla slavná díky její propagaci nového přístupu k designu. Mnoho z pedagogů školy opustilo Evropu a odešlo do USA, a mnoho z nich se usadilo v Black Mountain. Například pozoruhodný Josef Albers, který byl vybrán, aby vyučoval umělecký program a jeho manželka Anni Albers, která učila tkaní a textilní design. Navíc, vysoká škola působila na jihu během období legální rasové segregace na jiných vysokých školách a univerzitách v regionu. Podle některých pramenů je tehdejší studentka Alma Stone Williamsová považována za první afroamerickou osobu, která se zapsala do bílé instituce vyššího vzdělávání na jihu v době éry Jima Crowa.

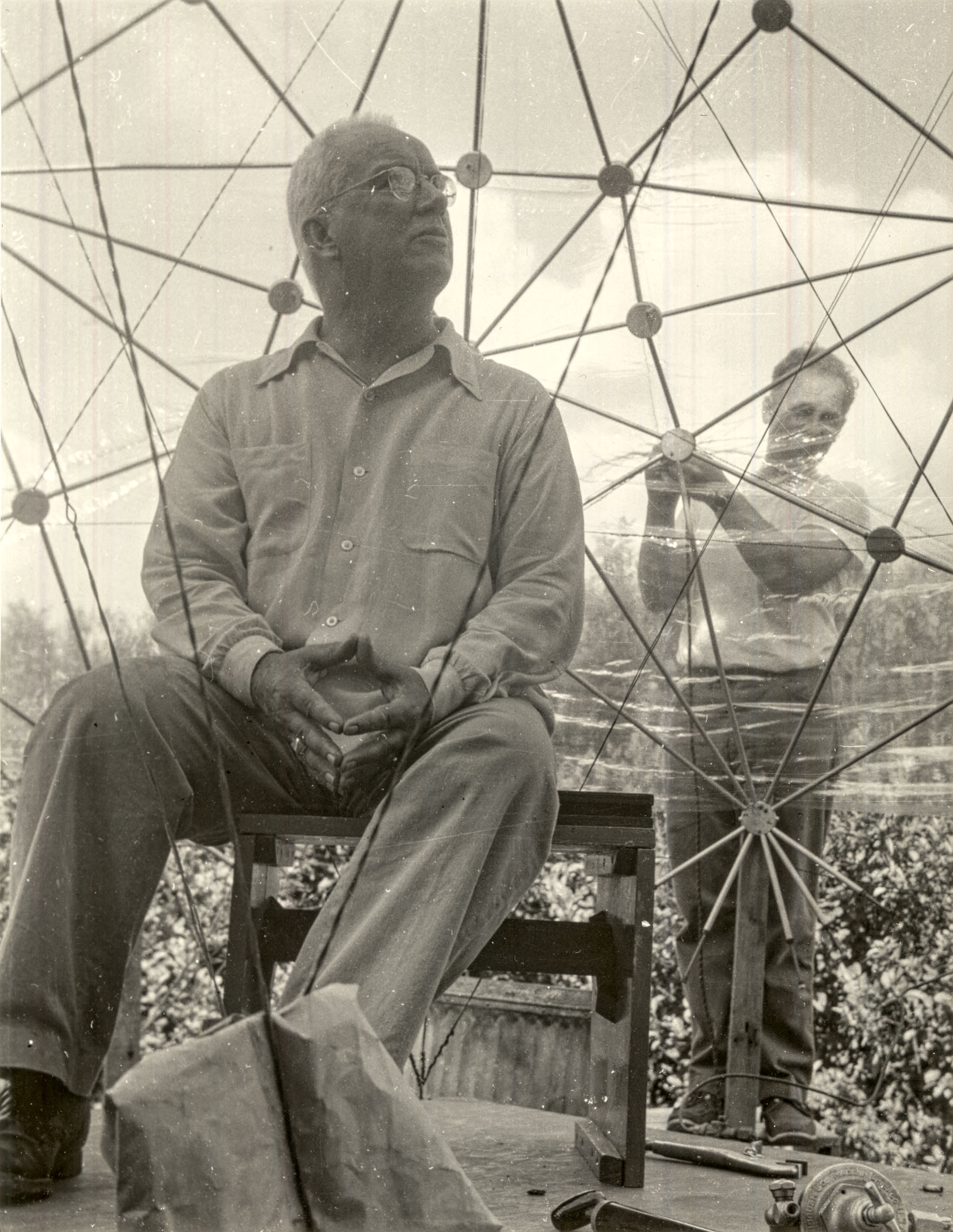
Buckminster Fuller na Black Mountain College v roce 1949

## Umístění
Pro prvních osm roků si vysoká škola pronajala budovu YMCA Blue Ridge jižně od Black Mountain v Severní Karolíně. V 1941 si škola vybudovala na protější straně údolí svůj vlastní kampus u jezera Eden, kde zůstala až do svého uzavření v roce 1956. Pozemek později koupila instituce Camp Rockmont for Boys a zřídila zde letní ekumenický křesťanský chlapecký tábor. Místo bylo po léta využíváno jako dějiště Black Mountain Festival a Lake Eden Arts Festival (LEAF Festival). Řada původních staveb se stále používá jako administrativní či ubytovací zařízení a dvě fresky namalované Jeanem Charlotem zůstaly na místě nedotčeny.

## Zavření školy
Black Mountain College ukončila činnost v roce 1957, osm let poté, co Albers odešel pracovat jako ředitel první katedry designu na Yale. Činnost školy byla zastavena soudním příkazem pro předluženost. Škola nebyla schopna se finančně udržet v důsledku velkého poklesu počtu studentů. Její účty byly s konečnou platností uzavřeny po vypořádání dluhů v roce 1962.

## Projektivní poezie
V roce 1950 otiskl Charles Olson podnětnou práci Projective Verse (Projektivní poezie), která se ukázala být zásadní pro vznik nové básnické školy. V ní volá po básnické stavbě "otevřeného pole", která má nahradit tradiční uzavřené básnické formy improvizovanou formou, jež má přesně vystihovat obsah básně. Taková forma se zakládá na verši, přičemž každý verš odpovídá jednomu výdechu a zároveň je jednotkou výpovědi. Obsah má spočívat "v jednom vjemu, bezprostředně přecházejícím do dalšího vjemu." Tento esej se měl stát faktickým manifestem Black Mountain poets. Jedním z důsledků zúžení stavební jednotky básně do rozměru krátké promluvy bylo, že si básníci skupiny vypěstovali charakteristický výraz včetně zkracování, například yr místo your. Básníci Black Mountain College převzali tento styl od imagistů. Dalším Olsonovým postulátem bylo, že energie básně se přenáší na její čtenáře nebo posluchače.

## Známí autoři
K básníkům skupiny Black Mountain poets patřili Larry Eigner, Robert Duncan, Ed Dorn, Paul Blackburn, Hilda Morley, John Wieners, Joel Oppenheimer, Denise Levertov, Jonathan Williams a Robert Creeley. Creeley působil jako učitel a editor časopisu Black Mountain Review po dva roky, než se v roce 1957 přestěhoval do San Francisca. Revue byla publikačním a také kritickým médiem BMP, kolem něhož se mladí autoři soustřeďovali. V San Franciscu Creeley působil jako spojka mezi BMP a Beat Generation; mnozí z tohoto hnutí v jeho revue publikovali. Stěžejním počinem bylo vydání antologie The New American Poetry 1945–1960, kterou v roce 1960 sestavil Donald Allen. Antologie uvádí autory rozlišené podle uměleckých škol; vytvořila odkaz a rozšířila vliv básnické školy Black Mountain Poets ve světě.

## Dědictví
Black Mountain College Museum & Arts Center pokračuje v odkazu Black Mountain College cestou rozhovorů, výstav, představení a každoročních konferencí, která se zabývají odkazem školy. Black Mountain College byla tématem muzejní výstavy Leap Before You Look: Black Mountain College 1933–1957, otevřené v Institute of Contemporary Art (Institut současného umění) v Bostonu 10. října 2015. Kurátorkou výstavy byla Helen Molesworthová spolu s Ruth Ericksonovou. Výstava byla přenesena do Los Angeles, kde probíhala od 21. února 2016 do 15. května 2016 v Hammer Museum, které je spojeno s Kalifornskou univerzitou v Los Angeles a je známé i jako kulturní centrum svými progresivními výstavami a programy pro veřejnost. Výstavu uspořádala kurátorka Anne Ellegoodová spolu s kulturní kurátorkou MacKenzie Stevensovou a asistentkou kurátorkyJanuary Parkos Arnallovou. Black Mountain College byla uvedena v románu Nicholase Sparkse The Longest Ride (Nejdelší jízda) z roku 2013 a v roce 2015 vznikla filmová adaptace stejného jména.

### Poznámka
1. ↑  Warren Wilson College (také WWC) je soukromá čtyřletá vysoká škola svobodných umění. Nabízí výuku v řadě oborů: k nejoblíbenějším patří environmentálními studium a kreativní psaní. Warren Wilson College je jednou z mála vysokých škol ve Spojených státech, které vyžadují, aby studenti pracovali. Škola je přidružená k presbyteriánské církvi (USA). V tomto článku byl použit překlad textu z článku Warren Wilson College na anglické Wikipedii.